# Walcott (Iowa)
Walcott és una població dels Estats Units a l'estat d'Iowa. Segons el cens del 2000 tenia 1.528 habitants.

## Demografia
Segons el cens del 2000, Walcott tenia 1.528 habitants, 623 habitatges, i 437 famílies. La densitat de població era de 199,3 habitants/km².
Dels 623 habitatges en un 33,5% hi vivien nens de menys de 18 anys, en un 56,5% hi vivien parelles casades, en un 10,8% dones solteres, i en un 29,7% no eren unitats familiars. En el 26% dels habitatges hi vivien persones soles el 9% de les quals corresponia a persones de 65 anys o més que vivien soles. El nombre mitjà de persones vivint en cada habitatge era de 2,45 i el nombre mitjà de persones que vivien en cada família era de 2,94.
Per edats la població es repartia de la següent manera: un 26% tenia menys de 18 anys, un 8,7% entre 18 i 24, un 29,1% entre 25 i 44, un 23% de 45 a 60 i un 13,2% 65 anys o més.
L'edat mediana era de 36 anys. Per cada 100 dones de 18 o més anys hi havia 95,8 homes.
La renda mediana per habitatge era de 45.281 $ i la renda mediana per família de 52.625 $. Els homes tenien una renda mediana de 40.296 $ mentre que les dones 22.067 $. La renda per capita de la població era de 20.018 $. Entorn del 4% de les famílies i el 7% de la població estaven per davall del llindar de pobresa.

## Poblacions més properes
El següent diagrama mostra les poblacions més properes.